# Virey-sous-Bar

Virey-sous-Bar este o comună în departamentul Aube din nord-estul Franței. În 1 ianuarie 2022 avea o populație de 591 de locuitori.